# كريم بريدجي
كريم بريدجي (بالهولندية: Karim Bridji)‏ (16 أغسطس 1981 بأمستردام في هولندا - ) هو لاعب كرة قدم هولندي في مركز الوسط. شارك مع منتخب هولندا تحت 21 سنة لكرة القدم ومنتخب الجزائر تحت 23 سنة لكرة القدم ومنتخب الجزائر لكرة القدم. أما مع النوادي، فقد لعب مع آر كي سي فالفيك وأياكس أمستردام ونادي رويال أندرلخت ونادي فولندام وهيراكليس ألميلو وهيلموند سبورت وS.C. Eendracht Aalst ‏ وAFC Ajax (amateurs) ‏.

## وصلات خارجية
- كريم بريدجي على موقع قاعدة بيانات كرة القدم.إي يو (الإنجليزية)
- كريم بريدجي على موقع ناشيونال فوتبول تيمز (الإنجليزية)
- كريم بريدجي على موقع عالم كرة القدم.نت (الإنجليزية)